# クレッキオ
クレッキオ（イタリア語: Crecchio）は、イタリア共和国アブルッツォ州キエーティ県にある、人口約2,800人の基礎自治体（コムーネ）。

## 地理

### 位置・広がり

#### 隣接コムーネ
隣接するコムーネは以下の通り。
- アリエッリ
- カノーザ・サンニータ
- フリーザ
- オルトーナ
- ポッジョフィオリート
- トッロ

## 行政

### 分離集落
クレッキオには、以下の分離集落（フラツィオーネ）がある。
- Casino Vezzani, Casone, San Polo, S. Maria Cardetola, Vassarella, Via Piana, Villa Baccile, Villa Consalvi, Villa Formicone, Villa Marcone, Villa Mascitti, Villa Mucchiarelli, Villa Selciaroli, Villa Tucci